# Сварика Василь Михайлович
Василь Михайлович Сварика (1 березня 1875, с. Сологубівці, Роменський повіт, Полтавська губернія — 28 квітня 1965 м. Везінек, Франція) — український військовий діяч, генерал-хорунжий Армії УНР.

## Життєпис
Народився у селі Сологубівці Роменського повіту Полтавської губернії.

### В Російській армії
Закінчив Орловський кадетський корпус, а у 1895 Друге Костянтинівське військове училище. Служив підпоручиком у 13-й артилерійській бригаді. З березня 1897 до листопада 1898 у складі своєї бригади брав участь в експедиції на острів Крит.
З 14 березня 1901 служив у 13-му летючому артилерійському парку, а з 6 лютого 1904 у 2-му мортирному артилерійському парку. З 9 жовтня 1906 офіцер-вихователь Суворівського кадетського корпусу. З 21 жовтня 1907 служив у 42-й артилерійській бригаді, а з 3 вересня 1909 у 44-й артилерійській бригаді. З 19 липня 1914 командир 5-ї батареї 42-ї артилерійської бригади. З 6 серпня 1916 командир 2-го дивізіону 42-ї артилерійської бригади.
З 01 жовтня 1917 помічник керуючого артилерійською частиною Особливої армії, а з 16 листопада цього ж року в. о. керуючого артилерійською частиною. За Першу світову війну отримав Георгіївську зброю та всі нагороди до Святої Анни II ступеня з мечами та биндою.

### На службі Україні
З 12 березня 1918 служить інспектором артилерії Окремої Запорізької дивізії Армії УНР. З 7 жовтня 1918 командир 11-го легкого гарматного полку Армії Української Держави. З 27 січня 1919 служить на посаді помічника командира 4-ї гарматної бригади Дієвої армії УНР.
З 15 березня 1919 інспектор артилерії VIII коша Південної групи Дієвої армії УНР. Починаючи з 26 березня 1919 перебував у резерві старшин Дієвої армії УНР. 23 травня 1919 потрапив у місті Радивилові до польського полону.
15 вересня 1919 повернувся до Вінниці у розпорядження штабу Дієвої армії УНР, помічник начальника Головного артилерійського управління Військового міністерства УНР. З 13 жовтня 1919 в. о. начальника Головного артилерійського управління Військового міністерства УНР, а з 15 листопада 1919 член ліквідаційної комісії ГАУ.
З 20 січня 1920 лектор Кам'янець-Подільської спільної юнацької школи. З 30 березня 1920 помічник начальника, а з 6 липня 1920 в.о. начальника Артилерійської управи Військового міністерства УНР.
З 1923 жив на еміграції у Франції. Помер та похований у м. Везінек.